# Castello di Mussomeli
Il castello di Mussomeli (noto anche come castello manfredonico) è una fortezza eretta tra il XIV e il XV secolo. Si trova su una rupe, a due chilometri ad est di Mussomeli (provincia di Caltanissetta), ad un'altezza di circa 778 metri.

## Storia
Le tracce architettoniche più antiche del sito risalgono agli anni della Dinastia sveva del Regno di Sicilia (tra queste, la cappella, posta nel recinto interno). Il castello fu poi edificato tra il 1364 e il 1367 da Manfredi III Chiaramonte, conte di Modica (morto nel 1391), mentre le forme attuali del fortilizio si devono soprattutto all'intervento operato all'inizio del XV secolo dai Castellar, signori di Mussomeli.
Oltre alla cappella, assai rilevante è la cosiddetta "sala dei Baroni" (o "sala del trono"), anch'essa sita nel recinto interno. Su questa corte affacciano dei pregiati portali di stile chiaramontano. Interessante pure la "sala del camino" e la "sala da pranzo", caratterizzate da elementi gotici, e la "camera da letto" del conte, a doppia volta a crociera. Da ricordare ancora l'armeria, la cosiddetta "camera della morte", con insidiose botole, la "stanza delle tre donne" e il carcere feudale. All'esterno si notano il ricovero del corpo di guardia e la cappella, dedicata prima a san Giorgio, protettore dei Chiaramonte, indi alla Madonna della Catena, con probabile riferimento ai detenuti.
Nel 1391 il maniero entrò in possesso di Andrea Chiaramonte, che ebbe dei seri contrasti con la regina di Sicilia Maria, tanto da essere giustiziato l'anno successivo.
La rocca passerà ai Moncada e, più tardi, in modo definitivo, ai Lanza: Cesare Lanza, nel 1564, acquisirà il rango di primo conte di Mussomeli. Suo figlio Ottavio, nei primi anni del Seicento, decise di abbandonarla e adibirla a carcere: poi verrà abbandonata alla mercé delle intemperie e ciò la salvaguarderà, almeno, dai rifacimenti secenteschi e settecenteschi con la conservazione dell'aspetto originario, seppure degradato.
Il castello manfredonico, oltre alla sua mimetizzazione nella roccia calcarea, all'impervia e solitaria posizione, simile ad un nido d'aquila, che lo differenziava da altri fortilizi, contraddistinguendo il paesaggio e lo scenario della zona, acquistò rinomanza, anche fuori della Sicilia (lo volle visitare anche il kaiser Guglielmo II di Germania), per le leggende e le storie che riguardavano le sue mura.
Rimasero nella mente di molte persone l'episodio delle tre donne murate vive; la tragica vicenda di Laura Lanza, figlia di Cesare e baronessa di Carini, effettivamente avvenuta e documentata in un atto del 1563, conservato nella chiesa parrocchiale del suddetto paese siciliano; il fatto riguardante lo spagnolo don Guiscardo de la Portes, al servizio, nel 1392, del re Martino I di Sicilia, presunto fantasma del maniero, morto durante un combattimento contro il ribelle Andrea Chiaramonte.

### Restauri
Il castello venne restaurato nel 1911, a cura dell'architetto Ernesto Armò. Un altro importante restauro è stato effettuato all'inizio del XXI secolo, con un investimento di 2,2 milioni di euro.

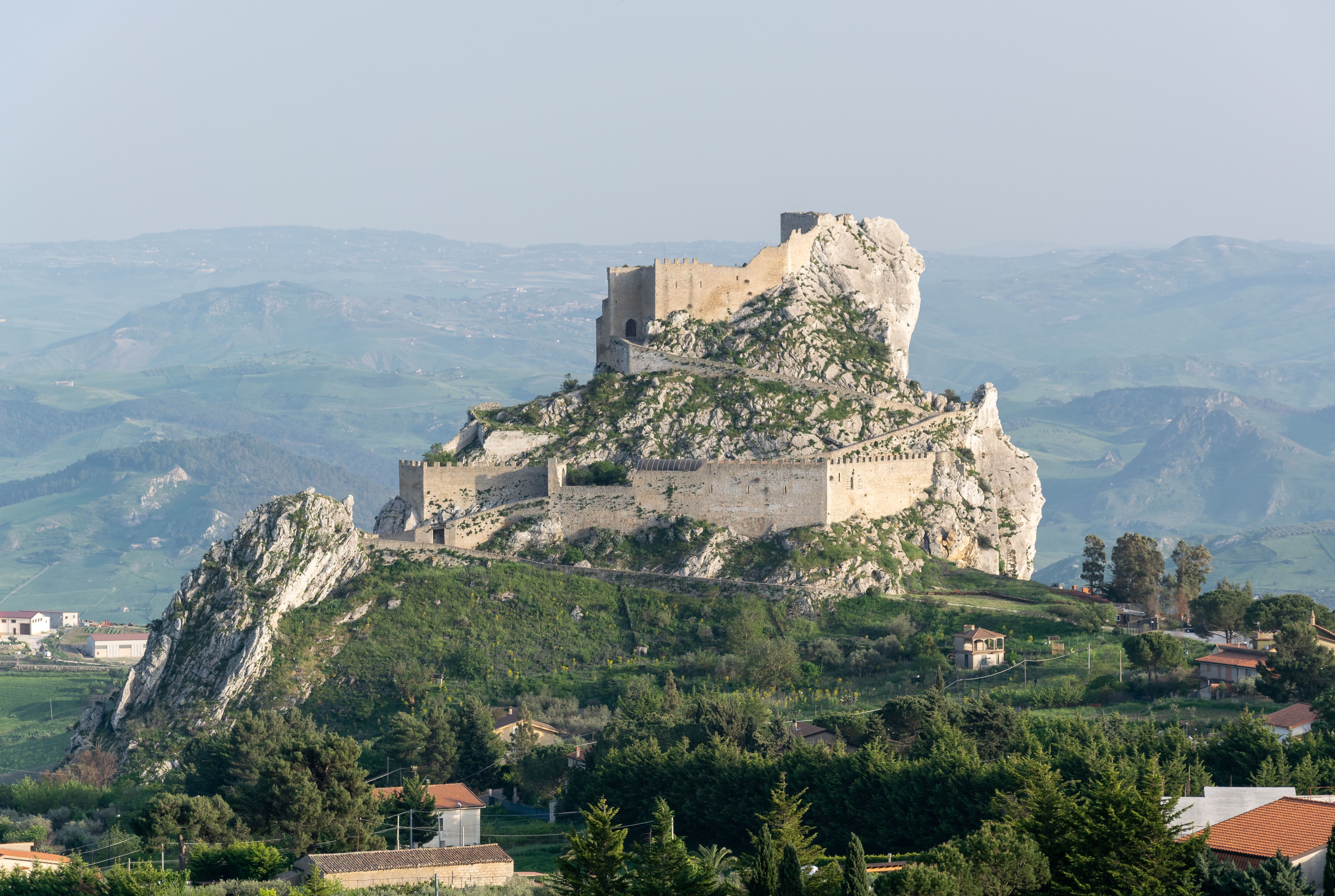
Il castello nel 2019
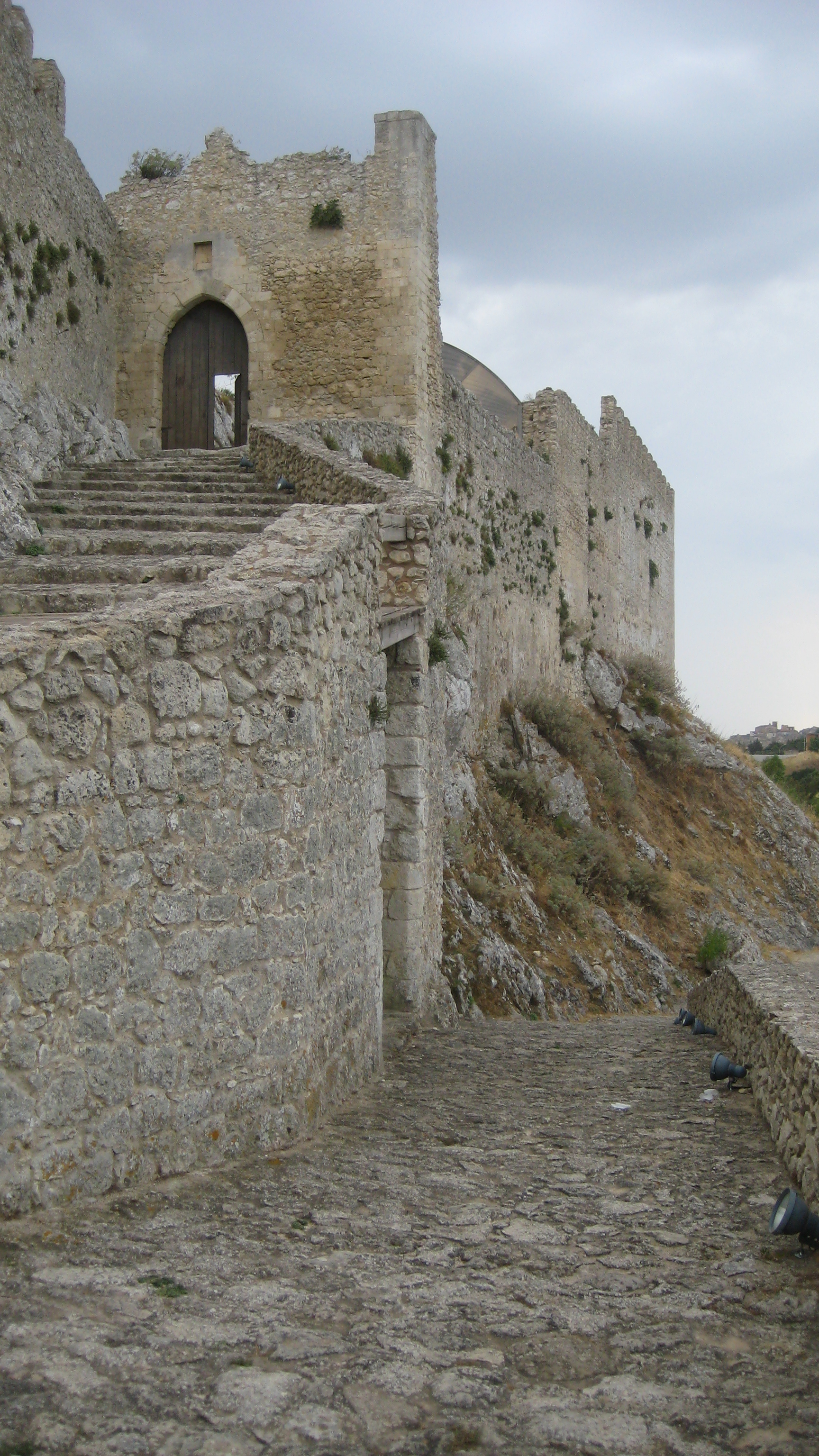
Accesso al castello
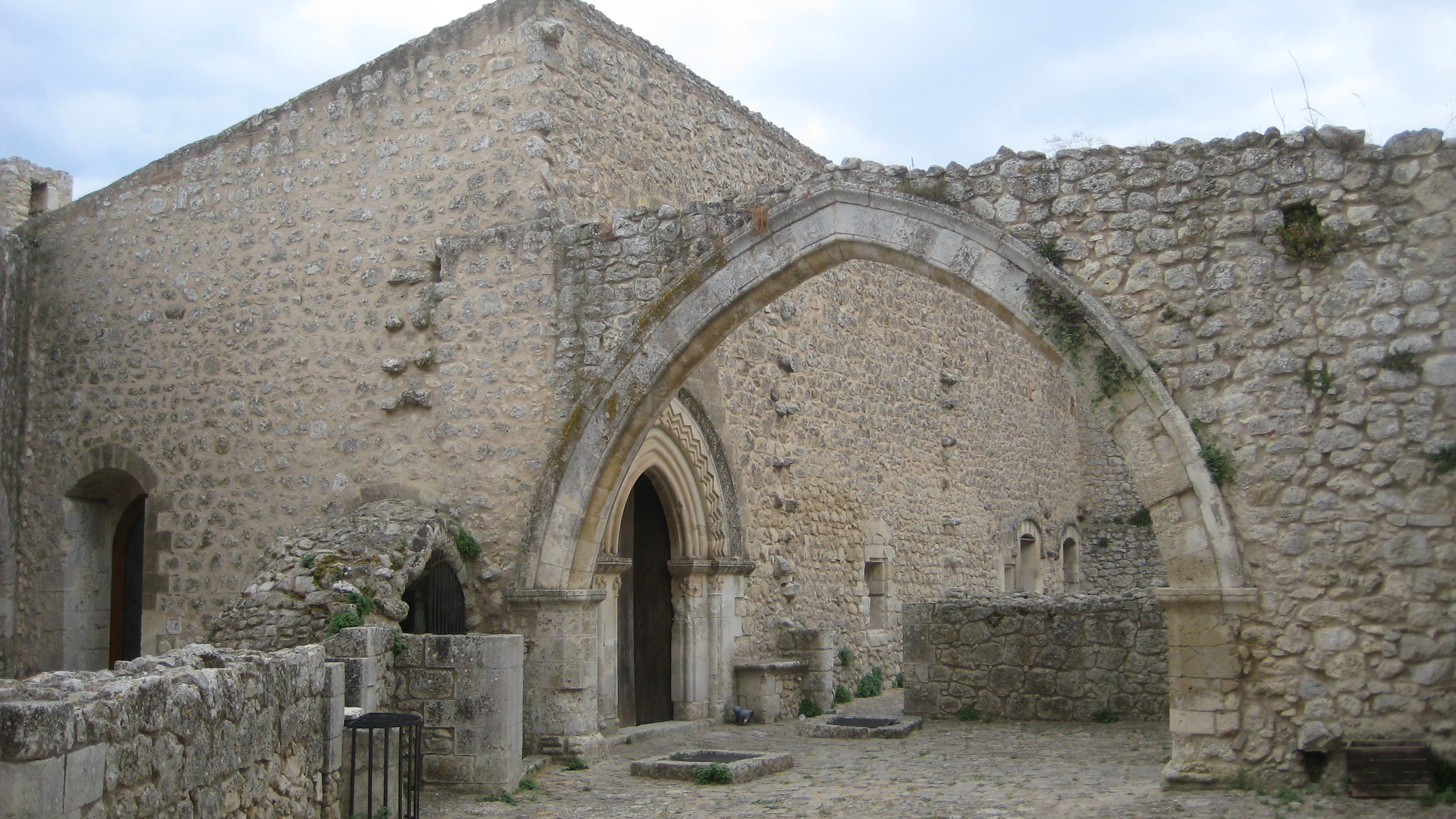
Corte interna del castello